# Championnat d'Angleterre de football 1896-1897
Navigation
Édition précédente Édition suivante
La 9e édition du championnat d'Angleterre de football est remportée par Aston Villa pour la deuxième année consécutive. Le club de Birmingham est aussi le deuxième club après Preston North End a réaliser le doublé Coupe/Championnat. Il faudra attendre 64 ans pour qu’une équipe réalise de nouveau le doublé.
Le système de promotion/relégation concerne cette année quatre équipes. Les deux équipes classées aux deux dernières places de la première division doivent rencontrer en match de barrage les deux équipes classées aux deux premières places de la deuxième division. Les quatre équipes disputent un mini championnat. Les deux premiers de ce barrage disputent la première division l'année suivante.

## Les clubs de l'édition 1896-1897
| Club                                  | Ville          |
| ------------------------------------- | -------------- |
| Aston Villa Football Club             | Birmingham     |
| Blackburn Rovers Football Club        | Blackburn      |
| Bolton Wanderers Football Club        | Bolton         |
| Burnley Football Club                 | Burnley        |
| Bury Football Club                    | Bury           |
| Derby County Football Club            | Derby          |
| Everton Football Club                 | Liverpool      |
| Liverpool Football Club               | Liverpool      |
| Nottingham Forest Football Club       | Nottingham     |
| Preston North End Football Club       | Preston        |
| Sheffield United Football Club        | Sheffield      |
| Stoke Football Club                   | Stoke-on-Trent |
| Sunderland Association Football Club  | Sunderland     |
| The Wednesday                         | Sheffield      |
| West Bromwich Albion Football Club    | West Bromwich  |
| Wolverhampton Wanderers Football Club | Wolverhampton  |

## Classement
| Rang | Équipe                  | Pts | J  | G  | N  | P  | Bp | Bc | Diff |
| ---- | ----------------------- | --- | -- | -- | -- | -- | -- | -- | ---- |
| 1    | Aston Villa             | 47  | 30 | 21 | 5  | 4  | 73 | 38 | +35  |
| 2    | Sheffield United        | 36  | 30 | 13 | 10 | 7  | 42 | 29 | +13  |
| 3    | Derby County            | 36  | 30 | 16 | 4  | 10 | 70 | 50 | +20  |
| 4    | Preston North End       | 34  | 30 | 11 | 12 | 7  | 55 | 40 | +15  |
| 5    | Liverpool               | 33  | 30 | 12 | 9  | 9  | 46 | 38 | +8   |
| 6    | The Wednesday           | 31  | 30 | 10 | 11 | 9  | 42 | 37 | +5   |
| 7    | Everton                 | 31  | 30 | 14 | 3  | 13 | 62 | 57 | +5   |
| 8    | Bolton Wanderers        | 30  | 30 | 12 | 6  | 12 | 40 | 43 | -3   |
| 9    | Bury                    | 30  | 30 | 10 | 10 | 10 | 39 | 44 | -5   |
| 10   | Wolverhampton Wanderers | 28  | 30 | 11 | 6  | 13 | 45 | 41 | +4   |
| 11   | Nottingham Forest       | 26  | 30 | 9  | 8  | 13 | 44 | 49 | -5   |
| 12   | West Bromwich Albion    | 26  | 30 | 10 | 6  | 14 | 33 | 56 | -23  |
| 13   | Stoke                   | 25  | 30 | 11 | 3  | 16 | 48 | 59 | -11  |
| 14   | Blackburn Rovers        | 25  | 30 | 11 | 3  | 16 | 35 | 62 | -27  |
| 15   | Sunderland              | 23  | 30 | 7  | 9  | 14 | 34 | 47 | -13  |
| 16   | Burnley                 | 19  | 30 | 6  | 7  | 17 | 43 | 61 | -18  |

1. ↑  Conserve sa place en première division après les matchs de barrage
2. ↑   Est relégué en deuxième division après les matchs de barrage

|  | Champion d'Angleterre |
|  | Relégation            |

### Meilleur buteur
- Steve Bloomer, Derby County  22 buts

## Bilan de la saison
| Tableau d'Honneur                    |             |
| Compétition                          | Vainqueur   |
| Championnat d'Angleterre de football | Aston Villa |
| Coupe d'Angleterre de football       | Aston Villa |

| Promotions et relégations |              |
| Promus                    | Notts County |
| Relégués                  | Burnley      |

## Sources
- Classement sur rsssf.com